# 國立中山大學半導體及重點科技研究學院
國立中山大學半導體及重點科技研究學院（英語：College of Semiconductor and Advanced Technology Research, National Sun Yat-sen University），是國立中山大學的學院之一。

## 創立過程
依照2021年三讀通過的《國家重點領域產學合作及人才培育創新條例》，經教育部核定核准設立。中山大學配合國家政策在2022年內連續設立2所學院，分別為3月的國際金融研究學院及8月的半導體及重點科技研究學院，由中山大學原副校長黃義佑任首任院長，預計有7家企業會與學院合作，以加強台灣半導體人才培育，每年預計培育120名產業所需人才。2023年8月增設創新半導體製造研究所，初期與台積電合作，每年再收25名碩士生與5名博士生，期望10年內可以培養1200名具有碩博士學歷的產業所需人才。為達成前述目標，2025年加設「大南方半導體聯合實驗室」（西灣基地），總建設經費約8億，實驗室內部分的封裝機台由日月光集團捐贈，部分則分5年陸續購置，期望可提升產業及教學研究等效益。

## 外部連結
- 半導體及重點科技研究學院 - 半導體及重點科技研究學院｜國立中山大學